# كارين أتكينسون
كارين أتكينسون (بالإنجليزية: Karen Atkinson) هي لاعبة كرة الشبكة بريطانية، ولدت في 7 يونيو 1978 في ويغان في المملكة المتحدة.

## روابط خارجية
- كارين أتكينسون على موقع اتحاد ألعاب الكومنولث (مؤرشف) (الإنجليزية)
- كارين أتكينسون على موقع اتحاد ألعاب الكومنولث (مؤرشف) (الإنجليزية)
- كارين أتكينسون على موقع دورة ألعاب الكومنولث 2006 (مؤرشف) (الإنجليزية)